# 덴데라 등

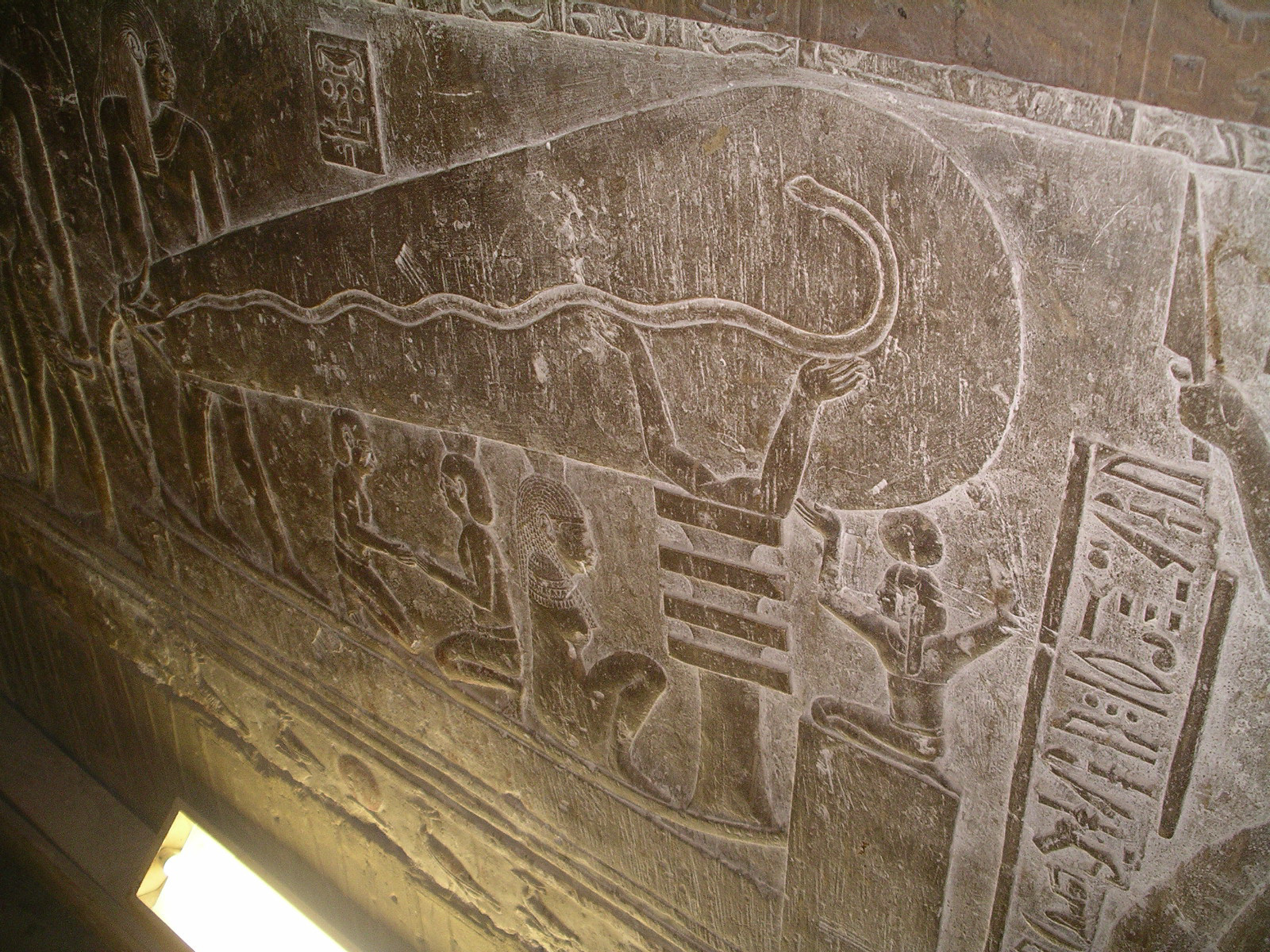
지하실 중 하나 속 우측동의 왼쪽 벽에 표현된 "덴데라 등"

덴데라 등(燈) 또는 덴데라 전구는 고대 이집트의 덴데라 신전 단지의 하토르 사원의 삼석 부조로 묘사되어 있는 것이다. 이 조각은 현대 전기 조명 체제와의 디자인의 유사성 때문에 주목 받았다. 하지만 이는 자세히 보면 형상 안에 뱀이 묘사되어 있으므로 자세한 관찰조차 결여된 아마추어적 착각이다.

## 같이 보기
- 시대착오
- 이집트 신화
- 의사 고고학
- 오파츠
- 뱀